# Indigofera adenoides
Indigofera adenoides är en ärtväxtart som beskrevs av Baker f. Indigofera adenoides ingår i släktet indigosläktet, och familjen ärtväxter. Inga underarter finns listade i Catalogue of Life.